# Echo margarita
Echo margarita – gatunek ważki z rodziny świteziankowatych (Calopterygidae).